# حشره‌خوار آبی قفقاز
 حشره‌خوار آبی قفقاز (نام علمی: Neomys teres) نام یک گونه از سرده حشره‌خوارهای آبی اوراسیایی است.